# Lars Grael
Lars Grael est un skipper brésilien né le 9 février 1964 à São Paulo.

## Carrière
Lars Grael obtient une médaille de bronze olympique de voile en classe Tornado aux Jeux olympiques d'été de 1988 à Séoul en compagnie de son coéquipier Clinio Freitas. Il remporte une nouvelle médaille de bronze olympique dans la même catégorie de bateau lors des Jeux olympiques d'été de 1996 à Atlanta, cette fois-ci en compagnie de son coéquipier Henrique Pellicano. En 1983, il devient également champion du monde en catégorie Snipe; puis champion du monde en 2015 dans la catégorie Star.